# Escuts i banderes del Solsonès
Els escuts i banderes del Solsonès són el conjunt de símbols que representen els municipis d'aquesta comarca.
En aquest article s'hi inclouen els escuts i les banderes oficialitzats per la Generalitat des del 1981, concretament per la Conselleria de Governació, que en té la competència.
No tenen escut ni bandera oficial els municipis de la Molsosa, Solsona i Torà.

## Escuts oficials

Biosca Aprovat el 13 d'abril de 1994.
EMD de Canalda Aprovat el 9 de maig del 2002.
Castellar de la Ribera Aprovat el 13 de maig de 1996.
Clariana de Cardener Aprovat el 6 de febrer de 1995.
la Coma i la Pedra Aprovat el 30 de maig de 1991.
Lladurs Aprovat el 9 d'abril de 1987.
Llobera Aprovat el 2 d'abril de 1993.
Navès Aprovat el 18 de juny de 1991.
Odèn Aprovat el 24 de desembre del 2003.
Olius Aprovat el 25 d'abril de 1989.
Pinell de Solsonès Aprovat el 21 de maig del 2008.
Pinós Aprovat el 30 de desembre de 1993.
Riner Aprovat el 12 de març de 1994.
Sant Llorenç de Morunys Aprovat el 22 d'abril de 1993.

## Banderes oficials

EMD de Canalda Publicada al DOGC el 7 de febrer de 2005.
Clariana de Cardener Publicada al DOGC el 28 de juny de 2011.
la Coma i la Pedra Aprovada el 2 d'abril de 1993.
Lladurs Aprovada el 16 d'abril de 2007.
Llobera Aprovada el 21 de desembre de 2010.
Navès Aprovada el 30 de juliol de 1998.
Odèn Aprovada el 7 de desembre de 1992.
Olius Aprovada el 31 de març de 1994.
Pinell de Solsonès Aprovada el 17 de novembre de 2011.
Pinós Aprovada el 5 de juliol de 1996.
Sant Llorenç de Morunys Aprovada el 6 de febrer de 1998.